# کریستینا واکولیک
کریستینا واکولیک (به انگلیسی: Kristina Vaculik) ژیمناست زادهٔ ۹ ژوئیهٔ ۱۹۹۲ میلادی اهل کشور کانادا است.